# 9 oktober
9 oktober is de 282ste dag van het jaar (283ste in een schrikkeljaar) in de gregoriaanse kalender. Hierna volgen nog 83 dagen tot het einde van het jaar.

## Gebeurtenissen
- Algemeen
  - 1677 - Gustaaf Adolf van Nassau-Saarbrücken wordt opgevolgd door zijn zoon Lodewijk Crato.
  - 1771 - Vrouw Maria, een Nederlands zeilschip onderweg van Amsterdam naar Sint-Petersburg, vergaat in de Oostzee.[1]
  - 1953 - Opening van de Lijnbaan in Rotterdam, de eerste autovrije winkelstraat van Nederland.
  - 1963 - Door een rotsverschuiving op de Italiaanse berg Monte Toc stort een grote hoeveelheid gesteente in een stuwmeer, waardoor een grote vloedgolf het Noord-Italiaanse dorp Longarone volledig verwoest. Ongeveer tweeduizend mensen komen om.
  - 1992 - Een meteoriet doorboort een geparkeerde auto in Peekskill, New York.[2]
  - 2016 - Klokkenluiderswebsite WikiLeaks publiceert gelekte e-mails van de Democratische presidentskandidaat Hillary Clinton, waaruit blijkt dat ze ten tijde van haar ministerschap duurbetaalde speeches gaf voor verscheidene banken, waarin ze bankiers van de Amerikaanse zakenbank Goldman Sachs en Wall Street-insiders prijst.[3]
  - 2019 - In het Duitse Halle vallen twee doden bij een aanslag op een synagoge en een nabijgelegen döner kebab-zaak. De dader is een 27-jarige man met vermoedelijk neonazisympathieën.
  - 2021 - In de Russische regio Orenburg vallen zeker 29 doden nadat zij illegaal gestookte alcoholische drank hadden gedronken.[4]
- Criminaliteit en veiligheid
  - 2016 - In de Verenigde Staten rijdt een spookrijder vijf tieners dood in een gestolen politieauto.[5]
  - 2017 - De politie pakt een verdachte op in verband met de vermissing van de 25-jarige Anne Faber. Het betreft een 27-jarige man, die verbleef in een forensisch psychiatrische afdeling van een kliniek in Den Dolder.
  - 2023 - BNNVARA maakt bekend dat een persoon die op 6 september 2023 door de politie is opgepakt op het Media Park in Hilversum van plan was om presentator Tim Hofman om het leven te brengen. De verdachte deelde het voornemen met een in het omroepgebouw aanwezige beveiliger die daarop de politie inschakelde.[6]
- Economie
  - 2023 - De Nobelprijs voor Economie is dit jaar toegekend aan de Amerikaanse Claudia Goldin voor haar onderzoek naar ongelijkheid tussen mannen en vrouwen op de arbeidsmarkt. Goldin is de derde winnares in de geschiedenis van deze prijs.[7][8]
- Kunst en cultuur
  - 1891 - De première van het requiem van de Tsjechische componist Antonín Dvořák vindt plaats in Birmingham, Verenigd Koninkrijk.
  - 1986 - De première van de musical "The Phantom of the Opera" vindt plaats in Her Majesty's Theatre te Londen.[1]
  - 1990 - De Gouden Griffel gaat naar Els Pelgrom voor het boek "De eikelvreters".[1]
  - 2013 - Een groep Belgische en Boliviaanse archeologen heeft in Bolivia op de bodem van het Titicacameer een grote kunstschat opgedoken.
  - 2021 - In het Bolsjojtheater in Moskou komt een 37-jarige acteur om het leven doordat tijdens een operavoorstelling bij een wisseling van het decor een decorstuk op hem valt.[9]
  - 2023 - Peter Pannekoek (voor DNA in de categorie Engagement), René van Meurs (voor 2636 in de categorie Entertainment) en het duo Yentl en De Boer (voor Modderkruipers in de categorie Kleinkunst) ontvangen dit jaar de cabaretprijs Poelifinario. De aanmoedigingsprijs Neerlands Hoop is voor het theaterduo n00b, gevormd door Isabelle Kafando en Laura Bakker.[10]
- Media
  - 1967 - Het eerste bloot op de Nederlandse televisie: Phil Bloom poseert naakt in het VPRO-programma Hoepla.[1]
  - 2013 - Het 2500ste nummer van het weekblad Voetbal International verschijnt.
- Oorlog
  - 1854 - Begin van de Belegering van Sebastopol.[1]
  - 1914 - In België valt Antwerpen in Duitse handen.[1]
  - 1939 - De eerste 22 joodse vluchtelingen komen aan in kamp Westerbork.
  - 1944 - WO2: bij kerk-razzia's in Noord-Limburg worden duizenden jongens en mannen opgepakt.[1]
  - 2015 - Frankrijk voert luchtaanvallen uit op een trainingskamp van terreurgroep IS in Syrië.
  - 2015 - De Verenigde Staten stoppen met het trainen van Syrische rebellen.
  - 2015 - Israëlische soldaten schieten zes Palestijnen dood in de Gazastrook. De militairen openden het vuur vanaf de Israëlische grens nadat een groep Palestijnse demonstranten stenen naar ze gooiden.
  - 2016 - In Myanmar schieten Rohingya-rebellen negen politieagenten dood.[11]
  - 2019 - Turks leger valt Noordoost-Syrië binnen: De Turkse president Erdoğan begint een militair offensief tegen de YPG in Rojava onder de naam "Operatie Vredeslente".[12]
- Politiek
  - 1934 - Moord op koning Alexander I van Joegoslavië in Marseille tijdens een staatsbezoek aan Frankrijk.[1] Ook de Franse minister van buitenlandse zaken Louis Barthou komt bij de aanslag om het leven.
  - 1962 - Oeganda wordt een republiek.
  - 1968 - Rebellenleider Pierre Mulele wordt publiekelijk gemarteld en geëxecuteerd in de Democratische Republiek Congo.
  - 1981 - In Frankrijk wordt de doodstraf afgeschaft.
  - 1991 - De overgangsregering van Togo vraagt militaire hulp van bevriende buitenlandse mogendheden om de muitende militairen te bedwingen, die tevergeefs hebben geprobeerd interim-premier Kokou Koffigoh te ontvoeren.
  - 1991 - Etienne Tshisekedi, de nieuwe premier van Zaïre, roept de bevolking op de straat op te gaan om te protesteren tegen "de dwarse opstelling" van president Mobutu bij de vorming van een nieuwe regering.
  - 2006 - Noord-Korea doet zijn eerste kernproef.[1]
  - 2009 - Barack Obama, voormalig lid van de Senaat als vertegenwoordiger van de staat Illinois en voormalig president van de Verenigde Staten, krijgt de Nobelprijs voor de Vrede toegekend.
  - 2016 - De regering van Ethiopië roept de noodtoestand uit wegens gewelddadige antiregeringsprotesten, rellen en aanvallen op bedrijven.[13]
  - 2017 - Jeroen Dijsselbloem mag definitief tot 13 januari aanblijven als Eurogroepvoorzitter, de gezamenlijke Europese ministers van Financiën, zo besluiten de EU-ministers van Financiën van de eurolanden unaniem in Luxemburg. Hij is dan vijf jaar Eurogroepvoorzitter geweest.
  - 2017 - Het nieuwe kabinet-Rutte III wil de dividendbelasting van 15 procent schrappen. Dat is de belasting die bedrijven betalen op de winst die ze aan hun aandeelhouders uitkeren. Hiermee hoopt het kabinet buitenlandse bedrijven en investeerders naar Nederland te lokken.
  - 2020 - De Kirgizische president Sooronbaj Jeenbekov roept de noodtoestand uit in de hoofdstad Bisjkek, vanwege aanhoudende demonstraties die zijn uitgebroken nadat de uitslag van de verkiezingen afgelopen week ongeldig werd verklaard.[14]
  - 2020 - De Spaanse regering roept de noodtoestand uit in Madrid vanwege het snel oplopende aantal COVID-19-besmettingen. Vanaf 15 uur 's middags mag bijna niemand de stad meer verlaten.[15]
  - 2021 - De Bondskanselier van Oostenrijk, Sebastian Kurz, treedt af vanwege een corruptieschandaal.[16]
  - 2021 - De Tsjechische premier Andrej Babiš verliest met zijn partij ANO de verkiezingen van de centrumrechtse alliantie Spolu van oppositieleider Petr Fiala.[17]
- Religie
  - 2005 - Zaligverklaring van Clemens August von Galen (1878-1946), Duits kardinaal-bisschop van Münster, in Rome.
- Sport
  - 1924 - Opening van stadion Soldier Field in de Amerikaanse stad Chicago.
  - 1949 - In Belgrado wordt Stadion Partizan officieel geopend.
  - 1974 - Het Nederlands voetbalelftal in Helsinki verslaat Zwitserland met 1-0 in een vriendschappelijke wedstrijd in de Rotterdamse Kuip. Centrumspits Ruud Geels maakt in de 39ste minuut het enige doelpunt. Theo de Jong en Dick Schneider spelen hun laatste interland voor Oranje.
  - 2005 - Michaëlla Krajicek (16) wint het WTA-toernooi in Tasjkent (Oezbekistan). De laatste Nederlandse die een WTA-toernooi won, was Brenda Schultz in 1997.
  - 2017 - Een dag na de kwalificatie voor het WK voetbal 2018 worden de spelers van Egypte door president Abdul Fattah al-Sisi ontvangen. De voetballers krijgen ieder een bonus van 85.000 dollar (72.350 euro) voor het bereiken van de eindronde.
  - 2017 - IJsland en Servië plaatsen zich voor het WK voetbal 2018 in Rusland.
  - 2021 - Bij de Europese Kampioenschappen baanwielrennen in het Zwitserse Grenchen wint Jeffrey Hoogland goud op de keirin.[18]
  - 2021 - Bij de Europese Kampioenschappen baanwielrennen in het Zwitserse Grenchen winnen Jan-Willem van Schip en Yoeri Havik goud in de koppelkoers.[18]
  - 2021 - Kira Toussaint heeft bij de World Cup-wedstrijden kortebaan zwemmen in Boedapest het Nederlands record verbeterd op de 200 meter rugslag met een tijd van 2.02,09.[19]
  - 2021 - Arno Kamminga wint goud op de 200 meter schoolslag bij de World Cup-wedstrijden kortebaan zwemmen in Boedapest.[19]
  - 2021 - Op de 100 meter vlinderslag bij de World Cup-wedstrijden kortebaan zwemmen in Boedapest pakt Maaike de Waard brons in een persoonlijke recordtijd van 57,12.[19]
  - 2022 - Max Verstappen wint de Grand Prix van Japan en behaalt daardoor zijn tweede wereldtitel in de Formule 1.[20]
- Wetenschap en technologie
  - 1817 - In België wordt de Universiteit Gent plechtig geopend.[1]
  - 1865 - In de Amerikaanse staat Pennsylvania wordt gestart met de aanleg van de eerste oliepijplijn.
  - 1938 - Demonstratie van de eerste hoogtemeter op basis van radiogolven, in New York.
  - 1999 - De Lockheed SR-71 maakt zijn allerlaatste vlucht.[1]
  - 2012 - John Gurdon en Shinya Yamanaka is de Nobelprijs voor de Fysiologie of Geneeskunde toegekend voor hun ontdekking dat volwassen cellen kunnen worden omgezet naar stamcellen.
  - 2013 - De Nobelprijs voor de Scheikunde wordt toegekend aan de Oostenrijker Martin Karplus, de Zuid-Afrikaan Michael Levitt en de Israëliër Arieh Warshel voor hun werk in computationele chemie
  - 2014 - De Franse schrijver Patrick Modiano is dit jaar de Nobelprijs voor de Literatuur toegekend.
  - 2015 - De Nobelprijs voor de Vrede wordt toegekend aan het Tunesische Nationale Dialoogkwartet, een samenwerkingsverband van organisaties die zich inzetten voor de nieuwe democratie na de Jasmijnrevolutie.
  - 2022 - Lancering van een Falcon 9 raket van SpaceX vanaf Kennedy Space Center Lanceercomplex 40 voor de Galaxy 33 & 34 missie met 2 communicatiesatellieten van Intelsat.[21]
  - 2022 - Lancering met een Lange Mars 2D raket van China Aerospace Science Corporation (CASC) vanaf lanceerbasis Jiuquan SLS-2 van de Advanced Space-borne Solar Observatory (ASO-S) missie met de gelijknamige observatiesatelliet die de interactie van het magnetisch veld van de zon, zonnevlammen en CME's moet gaan bestuderen.[22]
  - 2022 - Astronomen detecteren in het sterrenbeeld Sagitta of Pijl de meest krachtige gammaflits die tot nu toe is waargenomen. De meest energetische deeltjes in de flits hebben een energie van 18 TeV, krachtig genoeg om de lange golf radiocommunicatie op Aarde te verstoren ook al ligt de bron van de flits naar schatting 2,4 miljard lichtjaren van onze planeet. De gebeurtenis krijgt de naam GRB221009A.[23]
  - 2023 - Lancering van een Vega raket van Arianespace vanaf Centre Spatial Guyanais in Kourou, Frans-Guyana voor de THEOS-2, TRITON & SSMS n°5 missie. TRITON, ook wel FORMOSAT 7R, is een aardobservatiesatelliet voor de gezamenlijke Taiwanese-VS FORMOSAT 7 / COSMIC-2 constellatie. THEOS-2 is een satelliet voor de Thaise GISTA constellatie van aardobservatiesatellieten. SSMS n°5 zijn 10 Cubesats voornamelijk gericht op aardobservatie of demonstraties van technologie. Twee Cubesats komen niet los van de SSMS n°5 constructie en verbranden in de atmosfeer.[24]
  - 2023 - Lancering van een Falcon 9 raket van SpaceX vanaf Vandenberg Space Force Base SLC-4E voor de Starlink group 7-4 missie met 21 Starlink satellieten.[25]
  - 2023 - Een reserve warmtewisselaar van de Nauka module van het ISS raakt lek waardoor er ammoniak vrij komt. De vluchtleiding vraagt de astronauten voorzorgsmaatregelen te treffen, ook al is de bemanning niet in gevaar. Het getroffen onderdeel is op 19 april 2023 tijdens een ruimtewandeling verplaatst naar de Nauka module en is al in 2010 tijdens space shuttle missie STS-132 naar het ISS gebracht.[26][27]

## Geboren

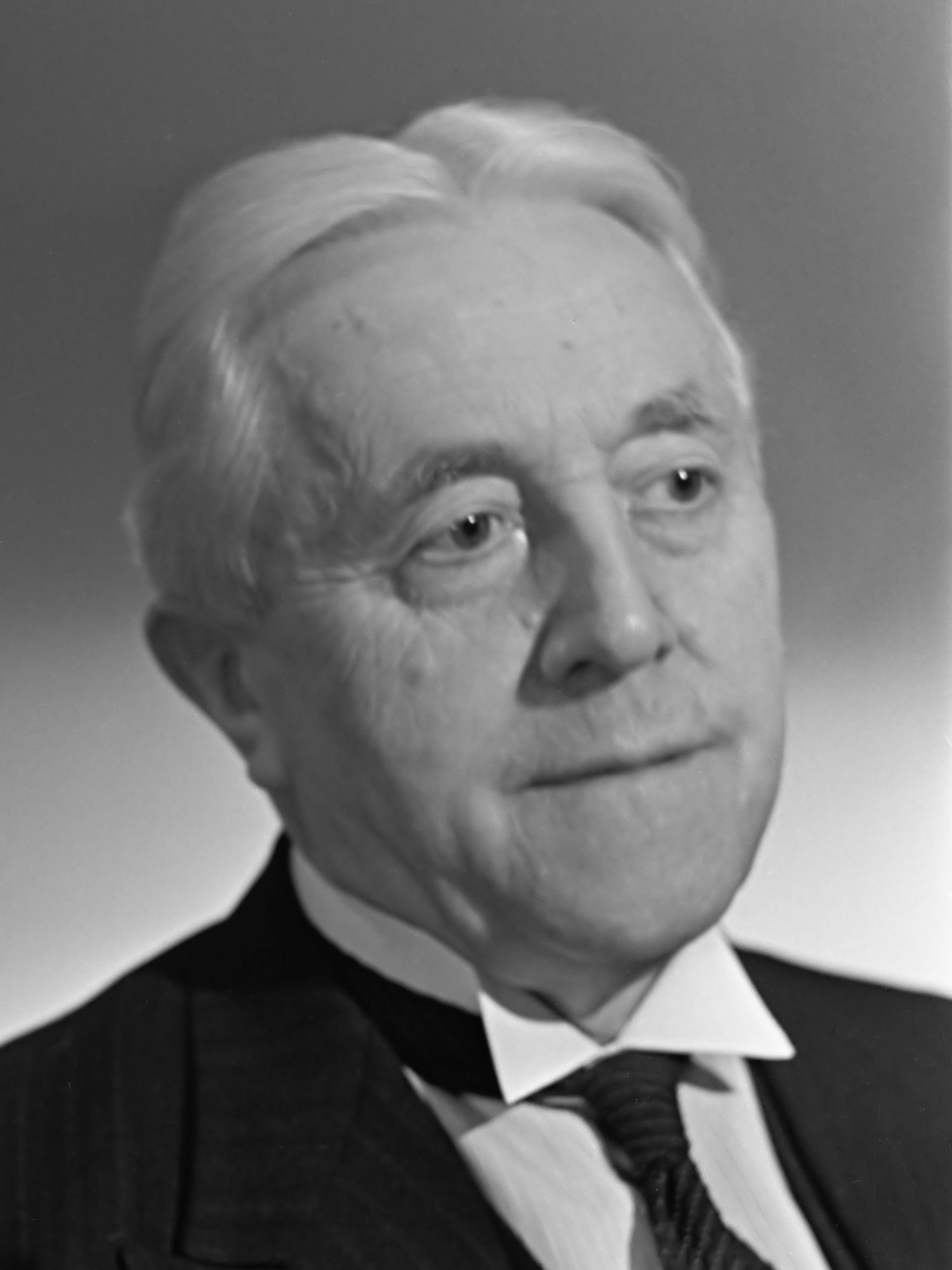
Gerrit Bolkestein,
geboren in 1871

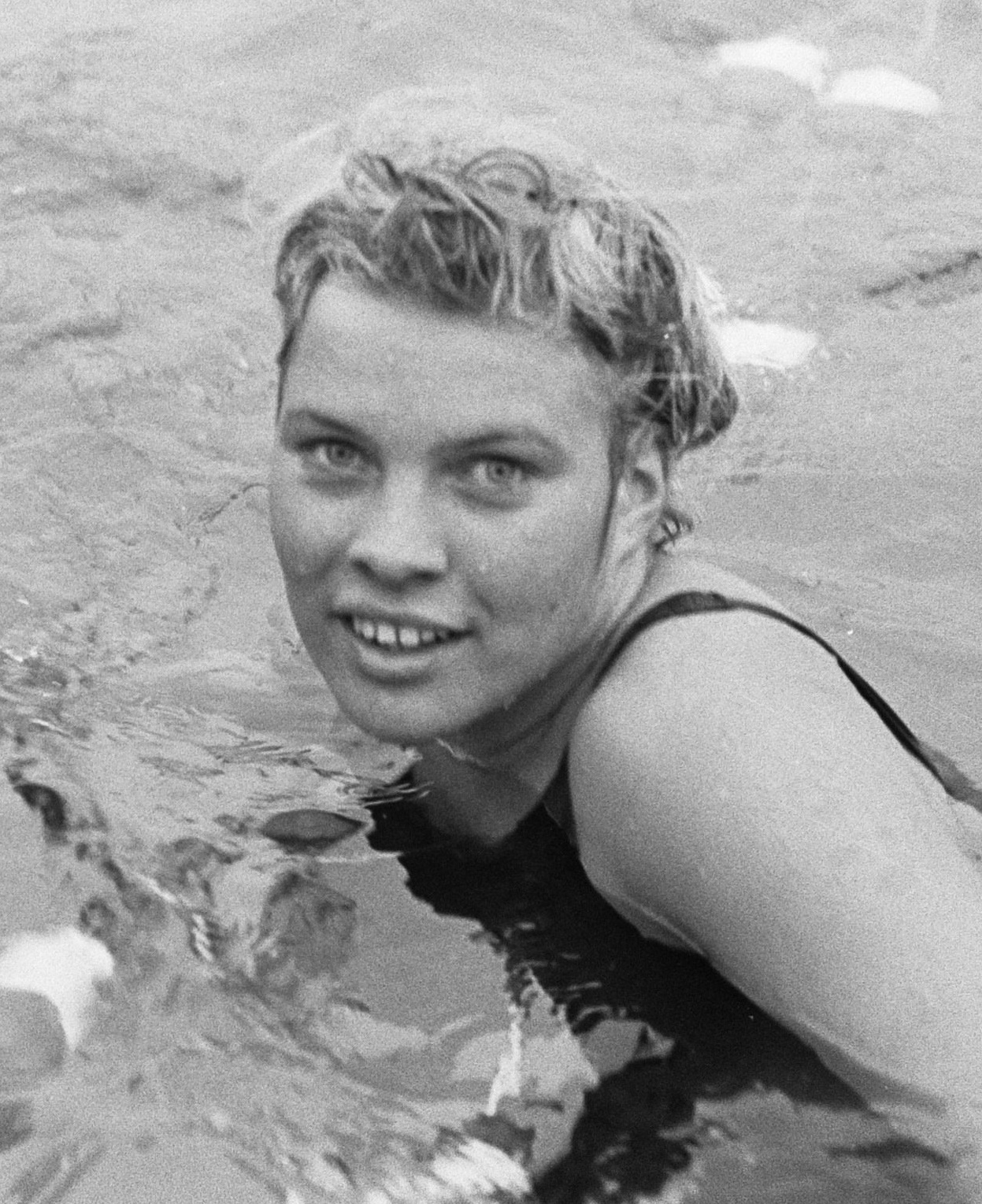
Ineke Tigelaar (in 1963),
geboren in 1945

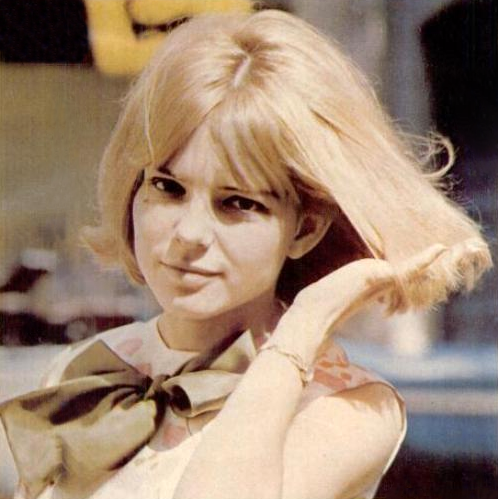
France Gall (in 1965),
geboren in 1947

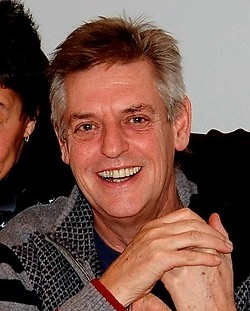
Hans van der Togt,
geboren in 1947

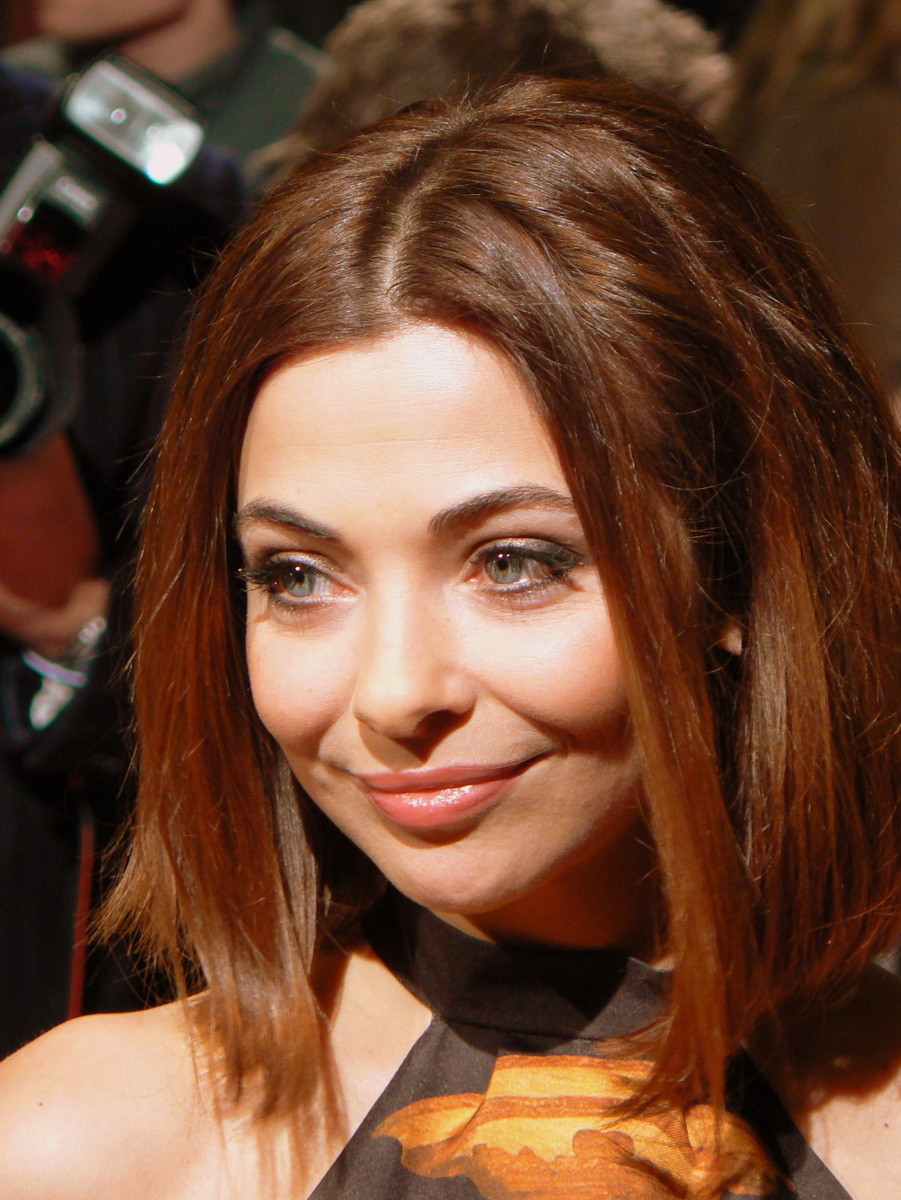
Georgina Verbaan,
geboren in 1979

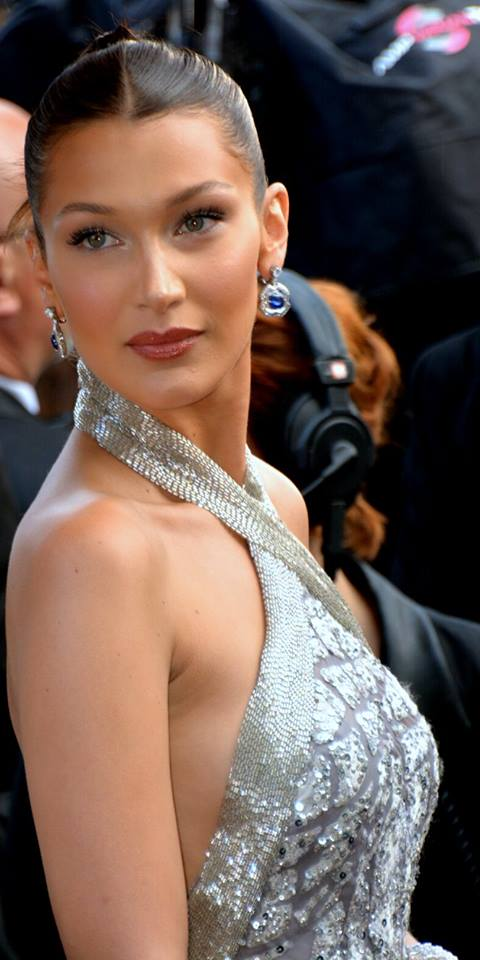
Bella Hadid,
geboren in 1996

- 1201 - Robert de Sorbon, Frans theoloog en stichter van de Sorbonne (overleden 1274)
- 1261 - Dionysius van Portugal, koning van Portugal van 1279 tot 1325 (overleden 1325)
- 1585 - Heinrich Schütz, componist (overleden 1672)
- 1709 - Jean Baptiste de Belloy, Frans kardinaal-aartsbisschop van Parijs (overleden 1808)
- 1757 - Karel X van Frankrijk, koning van Frankrijk (overleden 1836)
- 1835 - Camille Saint-Saëns, Frans componist (overleden 1921)
- 1840 - Simeon Solomon, Brits kunstschilder (overleden 1905)
- 1859 - Alfred Dreyfus, Frans militair (overleden 1935)
- 1868 - Andries de Maaker, Nederlands architect (overleden 1964)
- 1871 - Gerrit Bolkestein, Nederlands politicus (VDB; PvdA) (overleden 1956)
- 1871 - Tomas Mascardo, Filipijns revolutionair generaal (overleden 1932)
- 1876 - Sol Plaatje, Zuid-Afrikaans journalist, schrijver en politicus (overleden 1932)
- 1879 - Max von Laue, Duits natuurkundige (overleden 1960)
- 1887 - Léon van den Haute, Belgisch sportjournalist en stichter van de Ronde van Vlaanderen (overleden 1931)
- 1888 - Nikolaj Boecharin, Sovjet-econoom en -politicus (overleden 1938)
- 1892 - Ivo Andrić, Kroatisch dichter (overleden 1975)
- 1892 - Marina Tsvetajeva, Russisch dichter (overleden 1941)
- 1900 - Silvio Cator, Haïtiaans atleet (overleden 1952)
- 1905 - Boris Kobe, Sloveens architect en schilder (overleden 1981)
- 1906 - Léopold Senghor, Senegalees dichter, filosoof, schrijver en staatsman (overleden 2001)
- 1907 - Jacques Tati, Frans acteur en regisseur (overleden 1982)
- 1909 - Miguel White, Filipijns atleet (overleden 1942)
- 1911 - Joe Rosenthal, Amerikaans fotograaf (overleden 2006)
- 1915 - Albert De Coninck, Belgisch verzetsstrijder, communist (overleden 2006)
- 1918 - Howard Hunt, Amerikaans schrijver, geheime dienstmedewerker en crimineel (betrokken bij Watergateschandaal) (overleden 2007)
- 1918 - Edgard Pisani, Frans politicus (overleden 2016)
- 1919 - Marinus Verhage, Nederlands verzetsstrijder (overleden 1994)
- 1920 - Jens Bjørneboe, Noors schrijver (overleden 1982)
- 1920 - Yusef Lateef, Amerikaans jazz-muzikant (overleden 2013)
- 1920 - Jason Wingreen, Amerikaans acteur (overleden 2015)
- 1922 - Fyvush Finkel, Amerikaans acteur (overleden 2016)
- 1922 - Olga Guillot, Cubaans zangeres (overleden 2010)
- 1926 - Marc Beckwé, Belgisch politicus en burgemeester (overleden 2023)
- 1926 - Danièle Delorme, Frans actrice (overleden 2015)
- 1926 - Shi Jiuyong, Chinees jurist (overleden 2022)
- 1927 - Dick Houwaart, Nederlands journalist (overleden 2016)
- 1927 - Jo Ivens, Nederlands organist en dirigent (overleden 2022)
- 1928 - Hermann von der Dunk, Nederlands historicus (overleden 2018)
- 1928 - Pat O'Connor, Amerikaans autocoureur (overleden 1958)
- 1928 - Einojuhani Rautavaara, Fins componist (overleden 2016)
- 1930 - Otto von der Gablentz, Duits diplomaat (overleden 2007)
- 1933 - Peter Mansfield, Brits natuurkundige en Nobelprijswinnaar (overleden 2017)
- 1934 - Abdullah Ibrahim, Zuid-Afrikaans jazzmuzikant
- 1935 - Edward Windsor, hertog van Kent
- 1936 - Brian Blessed, Brits acteur
- 1937 - Alex Arts, Belgisch rechter
- 1937 - Jules Croiset, Nederlands acteur
- 1937 - Hubert Hermans, Nederlands psycholoog
- 1937 - David Prophet, Brits autocoureur (overleden 1981)
- 1939 - Pierre Mertens, Belgisch schrijver en advocaat (overleden 2025)
- 1939 - John Pilger, Australisch journalist en documentairemaker (overleden 2023)
- 1940 - John Lennon, Engels muzikant, lid van The Beatles (overleden 1980)
- 1943 - Peter Faber, Nederlands acteur
- 1944 - John Entwistle, Engels bassist van The Who (overleden 2002)
- 1944 - Nona Hendryx, Amerikaans muzikante, producent, songwriter, schrijfster en actrice
- 1945 - Naftali Bon, Keniaans atleet (overleden 2018)
- 1945 - Elleke van Doorn, Nederlands nieuwslezeres
- 1945 - Martti Kuusela, Fins voetballer en voetbalcoach
- 1945 - Ineke Tigelaar, Nederlands zwemster
- 1946 - Johannes van Dam, Nederlands culinair journalist (overleden 2013)
- 1946 - Henk van Dorp, Nederlands weerman (overleden 2010)
- 1947 - France Gall, Frans zangeres (overleden 2018)
- 1947 - Pirmin Stierli, Zwitsers voetballer
- 1947 - Hans van der Togt, Nederlands presentator
- 1947 - Noël Vantyghem, Belgisch wielrenner (overleden 1994)
- 1948 - Jackson Browne, Amerikaans zanger en liedjesschrijver
- 1948 - Oliver Hart, Brits-Amerikaans econoom
- 1949 - Richard Kalloe, Surinaams politicus
- 1949 - Dick Mulderij, Nederlands voetballer (overleden 2020)
- 1950 - Marc Millecamps, Belgisch voetballer
- 1950 - John Oude Wesselink, Nederlands voetballer
- 1950 - Jody Williams, Amerikaans lerares die de Nobelprijs voor de Vrede won
- 1952 - Miguel Ángel Neira, Chileens voetballer
- 1952 - Sharon Osbourne, vrouw van muzikant Ozzy Osbourne
- 1953 - Tony Shalhoub, Amerikaans acteur
- 1954 - Scott Bakula, Amerikaans televisieacteur
- 1954 - Daniel Gisiger, Zwitsers wielrenner
- 1954 - Eugenio Toussaint, Mexicaans componist en pianist (overleden 2011)
- 1955 - Gernot Jurtin, Oostenrijks voetballer (overleden 2006)
- 1955 - Michael Netzer, Amerikaans striptekenaar en filosoof
- 1955 - Steve Ovett, Brits atleet
- 1956 - Ivan Nielsen, Deens voetballer
- 1956 - Agnes Pardaens, Belgisch atlete
- 1957 - Herman Brusselmans, Belgisch auteur
- 1957 - Vitali Daraselia, Sovjet-Georgisch voetballer (overleden 1982)
- 1957 - Ini Kamoze, Jamaicaans zanger
- 1957 - Osvaldo Vargas, Chileens voetballer
- 1958 - Winny de Jong, Nederlands politica
- 1959 - Boris Nemtsov, Russisch politicus (overleden 2015)
- 1961 - Wim Pijbes, Nederlands kunsthistoricus en museumdirecteur
- 1961 - Henkjan Smits, Nederlands talentscout en jurylid
- 1961 - Wanz (Michael Wansley), Amerikaans songwriter
- 1962 - Jorge Burruchaga, Argentijns voetballer en voetbalcoach
- 1962 - Peter Elliott, Brits atleet
- 1962 - Annemarie van Gaal, Nederlands uitgever
- 1964 - Martín Jaite, Argentijns tennisser
- 1964 - Guillermo del Toro, Mexicaans filmregisseur
- 1965 - Eric van der Burg, Nederlands politicus (VVD)
- 1965 - Dionicio Cerón, Mexicaans atleet
- 1965 - André Paus, Nederlands voetballer en voetbaltrainer
- 1965 - Sylvia Witteman, Nederlands columniste
- 1966 - David Cameron, Brits premier
- 1966 - Olaf Zinke, Duits schaatser
- 1967 - Eddie Guerrero, Mexicaans-Amerikaans professioneel worstelaar (overleden 2005)
- 1967 - Gheorghe Popescu, Roemeens voetballer
- 1968 - Luminita Zaituc, Roemeens-Duits atlete
- 1969 - Dariusz Gęsior, Pools voetballer
- 1969 - PJ Harvey, Engels zangeres
- 1970 - Annika Sörenstam, Zweeds golfspeelster
- 1970 - Shannon Wilsey, Amerikaans pornoactrice (Savannah) (overleden 1994)
- 1973 - Isabelle Collier, Belgisch atlete
- 1974 - Samir Louahla, Algerijns atleet
- 1975 - Mami Awuah Asante, Nederlands atlete
- 1975 - Fatimazhra Belhirch, Nederlands politica
- 1975 - Sean Lennon, Amerikaans zanger en muzikant
- 1975 - Stéphan Studer, Zwitsers voetbalscheidsrechter
- 1975 - Mark Viduka, Australisch voetballer
- 1976 - Greg Henderson, Nieuw-Zeelands wielrenner
- 1977 - Miikka Multaharju, Fins voetballer
- 1978 - Nicky Byrne, Iers zanger
- 1978 - Jacob Carstensen, Deens zwemmer
- 1978 - Daniel Haglöf, Zweeds autocoureur
- 1978 - Lee McConnell, Schots atlete
- 1979 - Brutil Hosé, Antilliaans profvoetballer
- 1979 - Georgina Verbaan, Nederlands actrice
- 1980 - Adama Coulibaly, Malinees voetballer
- 1981 - Urška Žolnir, Sloveens judoka
- 1982 - Oscar Alberto Hidalgo, Mexicaans autocoureur
- 1982 - Modeste M'bami, Kameroens voetballer (overleden 2023)
- 1983 - Tatjana Lysenko, Russisch atlete
- 1984 - Tourist LeMC, Belgisch artiest
- 1985 - David Plummer, Amerikaans zwemmer
- 1985 - Emily Silver, Amerikaans zwemster
- 1986 - Laure Manaudou, Frans zwemster
- 1987 - Timor Steffens, Nederlands danser
- 1987 - Sharleen Stratton, Australisch schoonspringster
- 1988 - Mireia Gutiérrez, Andorrees skiester
- 1988 - Blessing Okagbare, Nigeriaans atlete
- 1990 - Ann-Katrin Berger, Duits voetbalster
- 1991 - Thomas Fraser-Holmes, Australisch zwemmer
- 1992 - Philip Ellis, Brits-Duits autocoureur
- 1993 - Chasan Chalmoerzajev, Russisch judoka
- 1993 - Robin Quaison, Zweeds voetballer
- 1994 - Jodelle Ferland, Canadees actrice
- 1995 - Kenny Tete, Nederlands voetballer
- 1996 - Jacob Batalon, Amerikaans acteur
- 1996 - Henrik Christiansen, Noors zwemmer
- 1996 - Bella Hadid, Amerikaans model
- 1998 - Max Defourny, Belgisch autocoureur
- 1998 - Roeslan Zacharov, Russisch langebaanschaatser (overleden 2021)
- 2002 - Meg Bellamy, Brits actrice
- 2002 - Max Esterson, Amerikaans autocoureur
- 2002 - Jasmin Liechti, Zwitsers wielrenster
- 2004 - Madelief Broos, Nederlands actrice
- 2004 - Zdeněk Chovanec, Tsjechisch-Venezolaans autocoureur
- 2004 - Kyffin Simpson, Amerikaans-Barbadiaans autocoureur
- 2006 - Martine Fenger, Noors voetbalster

## Overleden
- 1047 - Paus Clemens II (42)

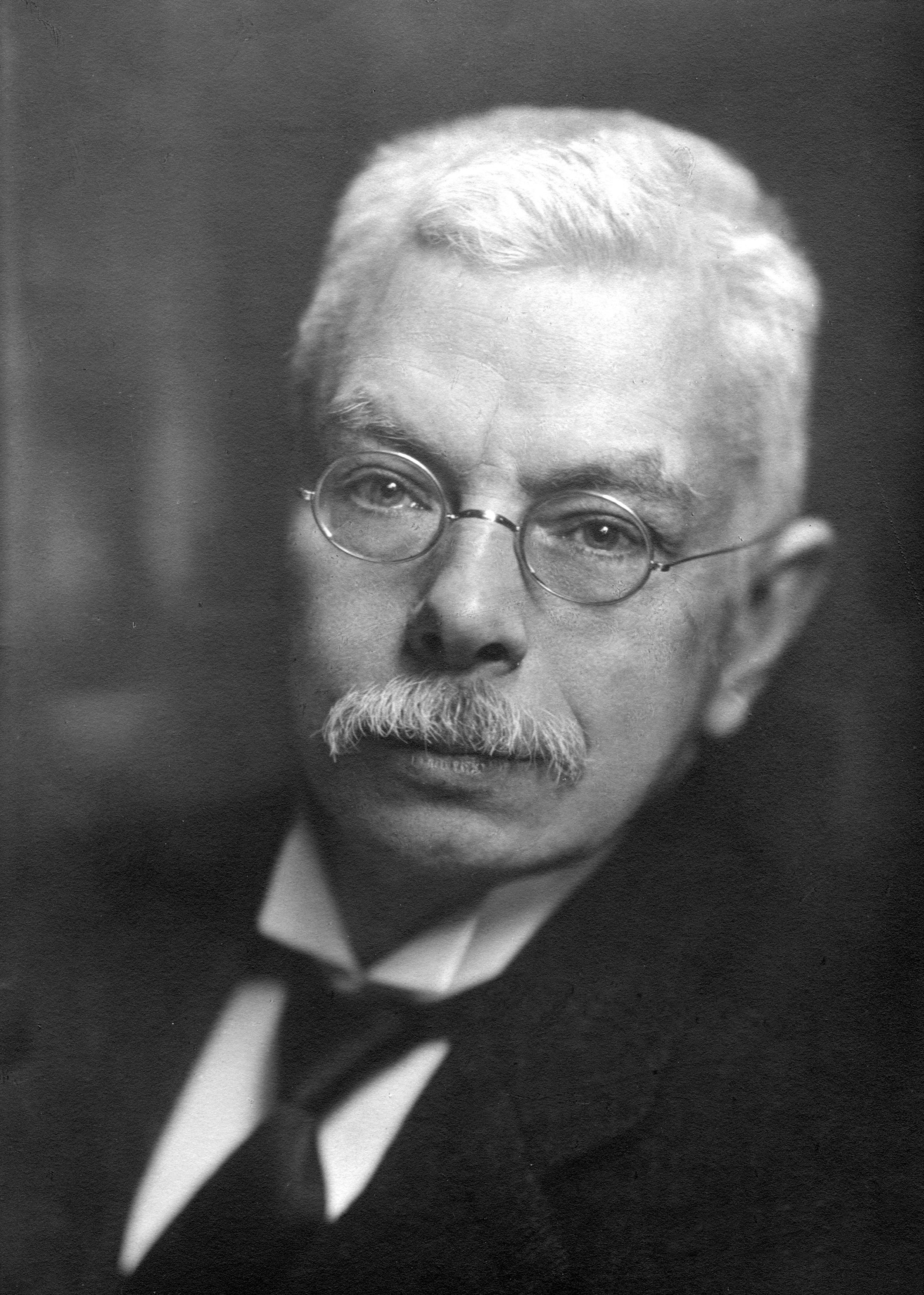
Pieter Zeeman,
overleden in 1943

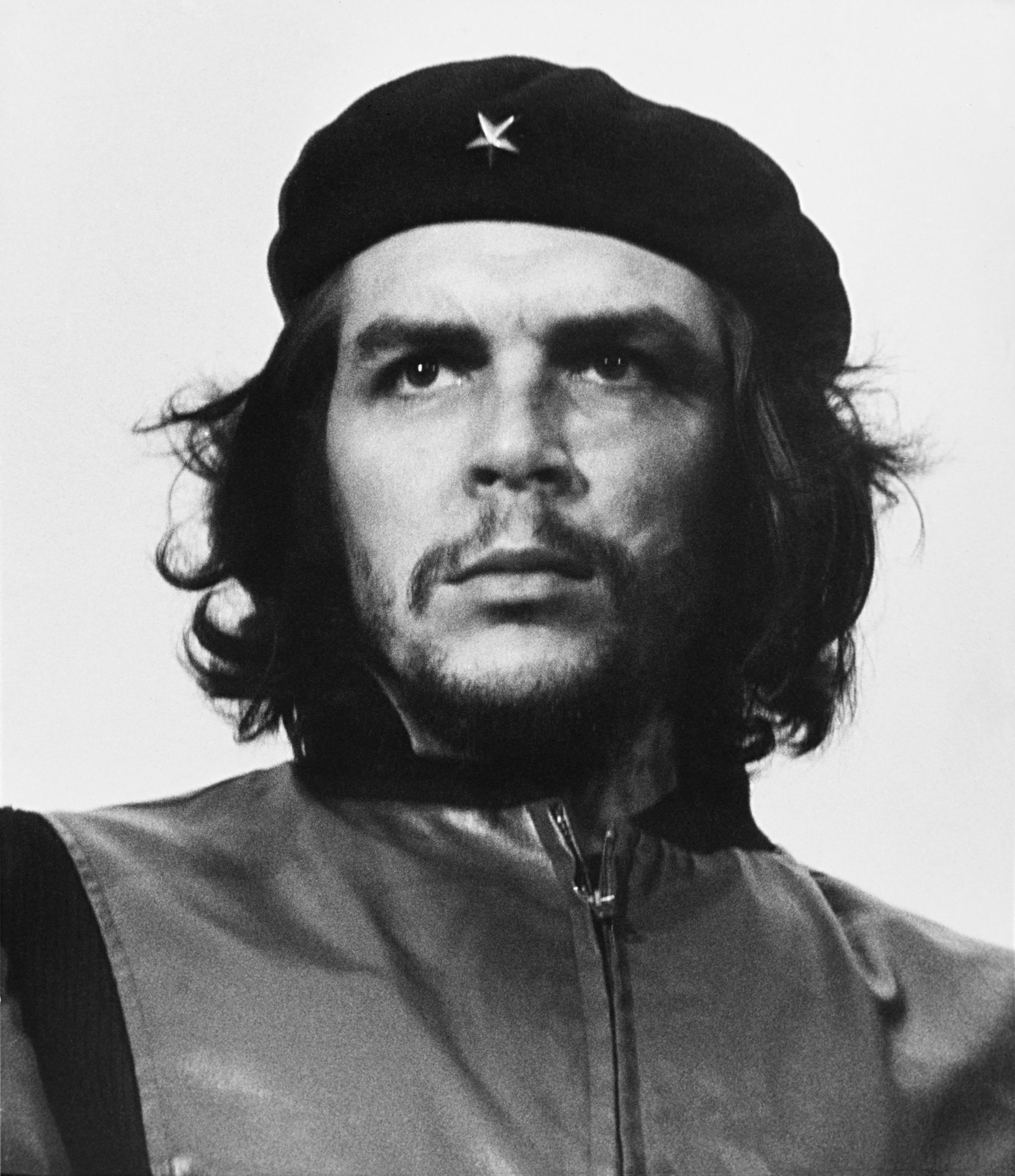
Che Guevara,
overleden in 1967

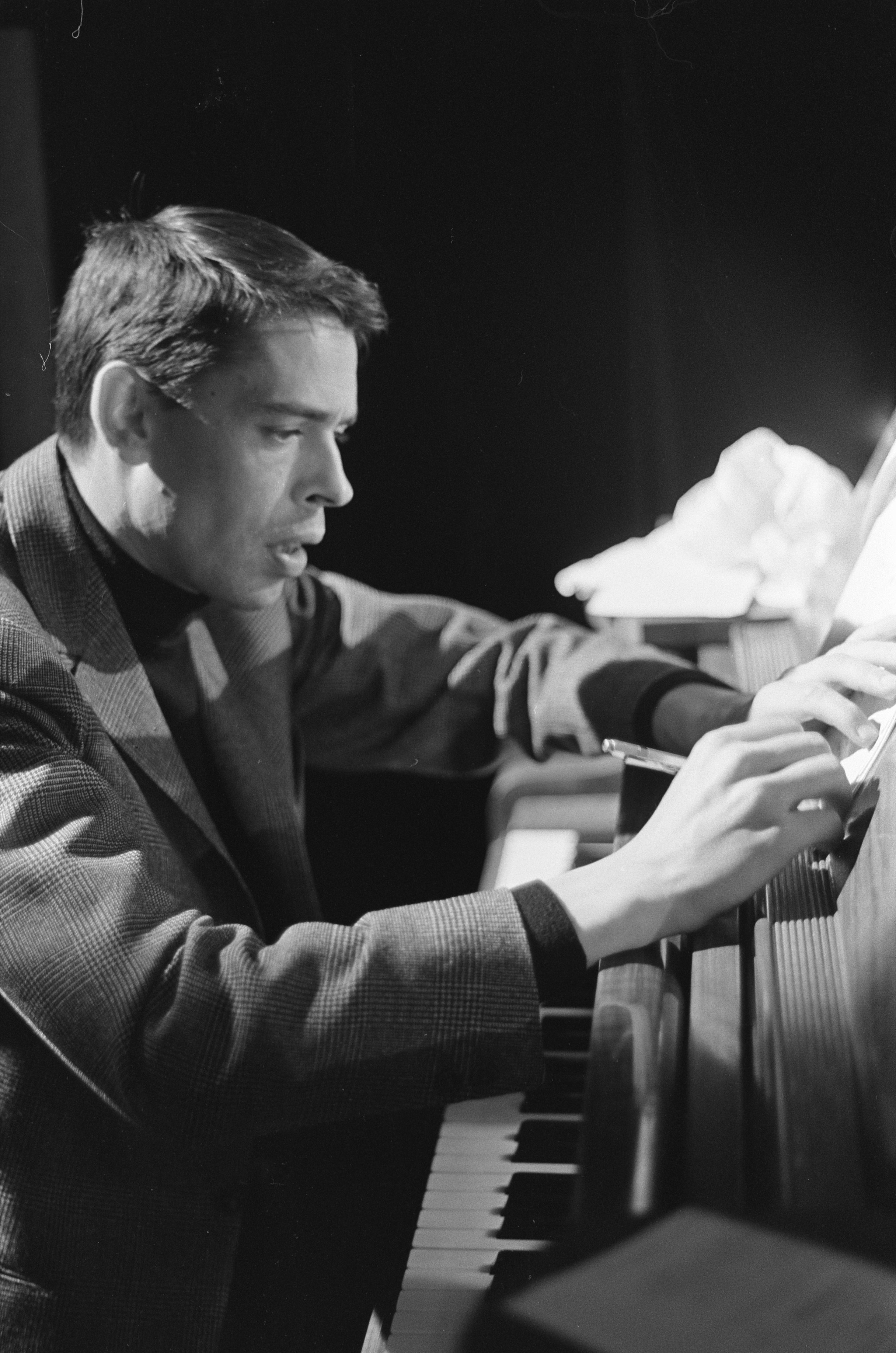
Jacques Brel
overleden in 1978

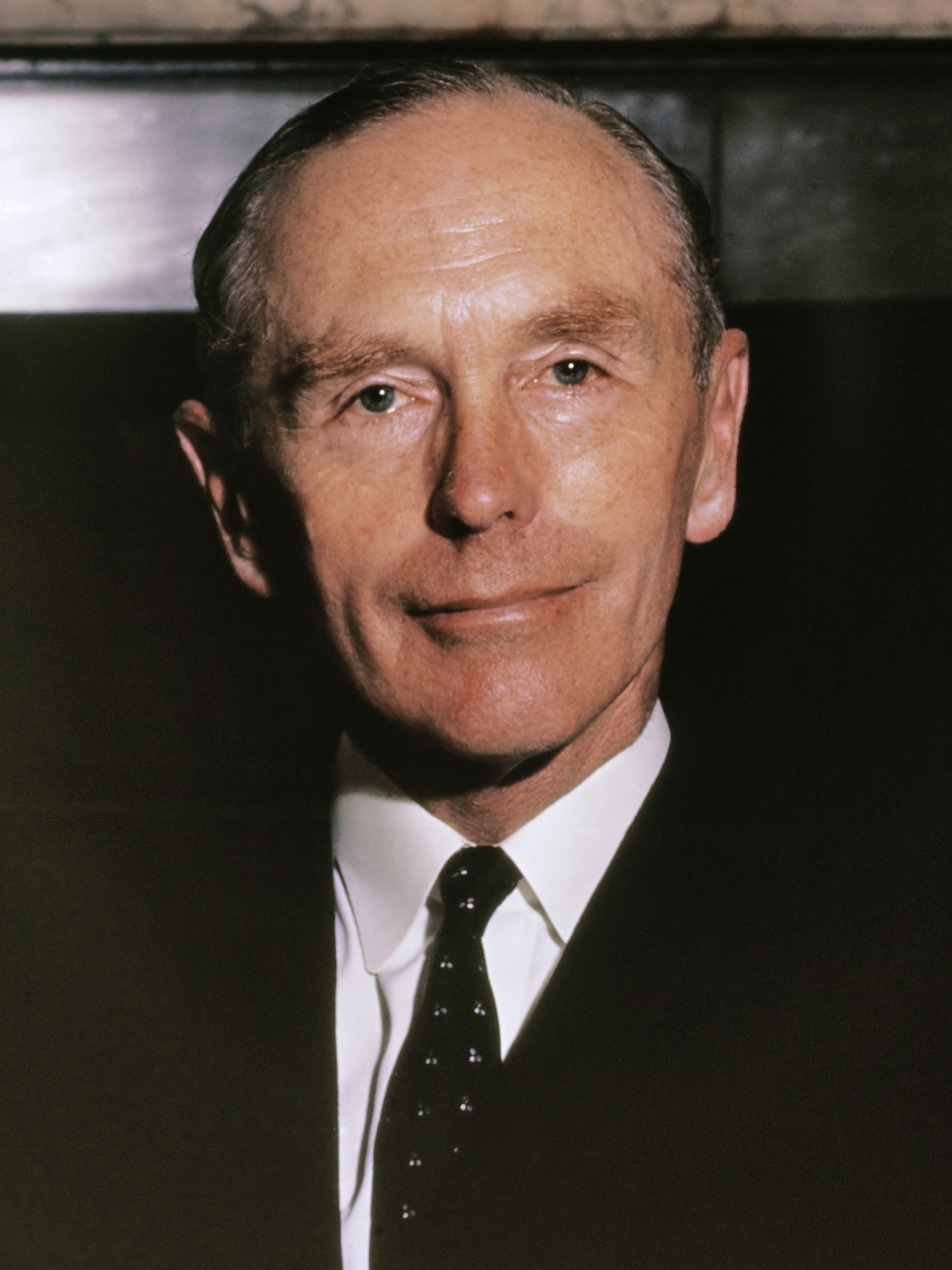
Alec Douglas-Home
overleden in 1995

- 1253 - Robert Grosseteste (78), Engels staatsman en bisschop
- 1390 - Johan I van Castilië (32), koning van Castilië en León
- 1436 - Jacoba van Beieren (35), Gravin van Holland, Zeeland en Henegouwen
- 1677 - Gustaaf Adolf van Nassau-Saarbrücken (45), graaf van Nassau-Saarbrücken
- 1709 - Barbara Palmer (68), minnares van koning Karel II van Engeland
- 1751 - Jacob François Moreau - Orgelbouwer
- 1802 - Ferdinand van Parma (51), hertog van Parma
- 1848 - Jean Falba (82), Frans generaal
- 1862 - Joseph Fischer (82), Duits operazanger, impresario en componist
- 1875 - Charles Wheatstone (73), Brits wetenschapper en uitvinder
- 1897 - Jan Heemskerk (79), Nederlands politicus
- 1917 - Duncan Mackinnon (30), Brits roeier
- 1934 - Alexander I (45), Joegoslavisch koning
- 1934 - Louis Barthou (72), Frans politicus
- 1935 - Gustaf Adolf Boltenstern sr. (74) Zweeds ruiter
- 1937 - August De Boeck (72), Belgisch componist, dirigent en muziekpedagoog
- 1937 - Ernst Lodewijk van Hessen-Darmstadt (68), laatste groothertog van Hessen
- 1943 - Pieter Zeeman (78), Nederlands natuurkundige
- 1946 - Gerard Nolst Trenité (Charivarius) (76), Nederlands schrijver
- 1955 - Theodor Innitzer (79), Oostenrijks kardinaal-aartsbisschop van Wenen
- 1956 - Ma Braun (74), Nederlands zwemtrainster
- 1958 - Paus Pius XII (82)
- 1962 - Milan Vidmar (77), Sloveens schaker
- 1967 - Gordon Allport (70), Amerikaans psycholoog
- 1967 - Che Guevara (39), Argentijns revolutionair en guerrillaleider
- 1967 - Cyril Norman Hinshelwood (70), Brits fysicus chemicus en Nobelprijswinnaar
- 1970 - Simone Saenen (40), Belgisch atlete
- 1974 - Oskar Schindler (66), Duits zakenman
- 1978 - Jacques Brel (49), Belgisch chansonnier
- 1980 - Leo Glans (69), Surinaams kunstschilder
- 1981 - František Fadrhonc (66), Tsjecho-Slowaaks voetbaltrainer
- 1981 - Julio Libonatti (80), Argentijns voetballer
- 1982 - Anna Freud (86), Oostenrijks-Brits psychoanalyticus
- 1985 - Ludo Coeck (30), Belgisch voetballer en Rode Duivel
- 1988 - Jackie Milburn (64), Engels voetballer
- 1988 - Felix Wankel (86), Duits uitvinder van de wankelmotor
- 1990 - Boris Paitsjadze (75), Georgisch voetballer en voetbalcoach
- 1991 - Roy Black (48), Duits schlagerzanger
- 1992 - Arthur de Bruyne (80), Belgisch historicus
- 1994 - Fred Lebow (64), Roemeens-Amerikaans atleet
- 1995 - Alec Douglas-Home (92), Brits politicus
- 1998 - Beth Bonner (46), Amerikaans atlete
- 1999 - Milt Jackson (76), Amerikaans jazzmuzikant
- 2000 - Klaas Beuker (76), Nederlands politicus
- 2000 - Charles Hartshorne (103), Amerikaans filosoof
- 2000 - Fon Klement (69), Nederlands kunstenaar
- 2002 - Aileen Wuornos (46), Amerikaans seriemoordenares
- 2006 - Paul Hunter (27), Brits snookerspeler
- 2006 - Raymond Noorda (82), Amerikaans topman
- 2007 - Fausto Correia (55), Portugees politicus
- 2007 - Hugo Verdaasdonk (62), Nederlands literatuurwetenschapper
- 2007 - Bram Zeegers (58), Nederlands advocaat
- 2009 - Valentin Nikolajev (88), Sovjet-voetballer en trainer
- 2009 - Dré Steemans (55), Belgisch tv-presentator
- 2011 - Pavel Karelin (21), Russisch schansspringer
- 2012 - Paddy Roy Bates (90), Brits zelfbenoemde prins van Sealand
- 2012 - Theo Olof (88), Nederlands violist
- 2012 - Kees Korbijn (84), Nederlands volkszanger uit Rotterdam
- 2013 - Wilfried Martens (77), Belgisch premier
- 2014 - Max De Vries (100), Belgisch communist en verzetsman
- 2014 - Jan Hooks (57), Amerikaans actrice en comédienne
- 2015 - Vic De Donder (75), Belgisch journalist en schrijver
- 2015 - Geoffrey Howe (88), Brits politicus
- 2015 - Dave Meyers (62), Amerikaans basketballer
- 2015 - Antoine Verbij (64), Nederlands journalist
- 2016 - Andrzej Wajda (90), Pools filmregisseur
- 2017 - Jean Rochefort (87), Frans acteur
- 2018 - Thomas Steitz (78), Amerikaans biochemicus en Nobelprijswinnaar
- 2019 - Andrés Gimeno (82), Spaans tennisspeler
- 2020 - Frido Croes (62), Arubaans politicus
- 2021 - Herbert Albrecht (93), Oostenrijks beeldhouwer
- 2021 - Abolhassan Bani Sadr (88), Iraans politicus
- 2021 - Everett Morton (71), Brits drummer en percussionist
- 2021 - Ruud ten Wolde (29), Nederlands televisiemaker en schrijver
- 2022 - Jan Alma (88), Nederlands handbalcoach
- 2022 - Bruno Latour (75), Frans socioloog en filosoof
- 2022 - Cees Lute (81), Nederlands wielrenner
- 2022 - Eileen Ryan (94), Amerikaans actrice
- 2022 - Vjatsjeslav Sjtsjogoljev (81), Russisch dammer
- 2022 - Wendy Smits (39), Nederlands handbalster
- 2023 - Simone Chapuis-Bischof (92), Zwitsers onderwijzeres, redactrice en feministe
- 2023 - Volodymyr Vasylenko (86), Oekraïens hoogleraar, diplomaat en rechter[28]
- 2024 - George Baldock (31), Engels-Grieks voetballer
- 2024 - Dieter Burdenski (73), (West-)Duits voetballer
- 2024 - Lily Ebert (100), Hongaars schrijfster en Holocaust-overlevende
- 2024 - Hugo Koolschijn (77), Nederlands acteur
- 2024 - Hadriaan van Nes (82), Nederlands roeier
- 2024 - Leif Segerstam (80), Fins dirigent en componist
- 2024 - Ratan Naval Tata (86), Indiaas zakenman en filantroop

## Viering/herdenking
- Oeganda: Onafhankelijkheidsdag

Oeganda

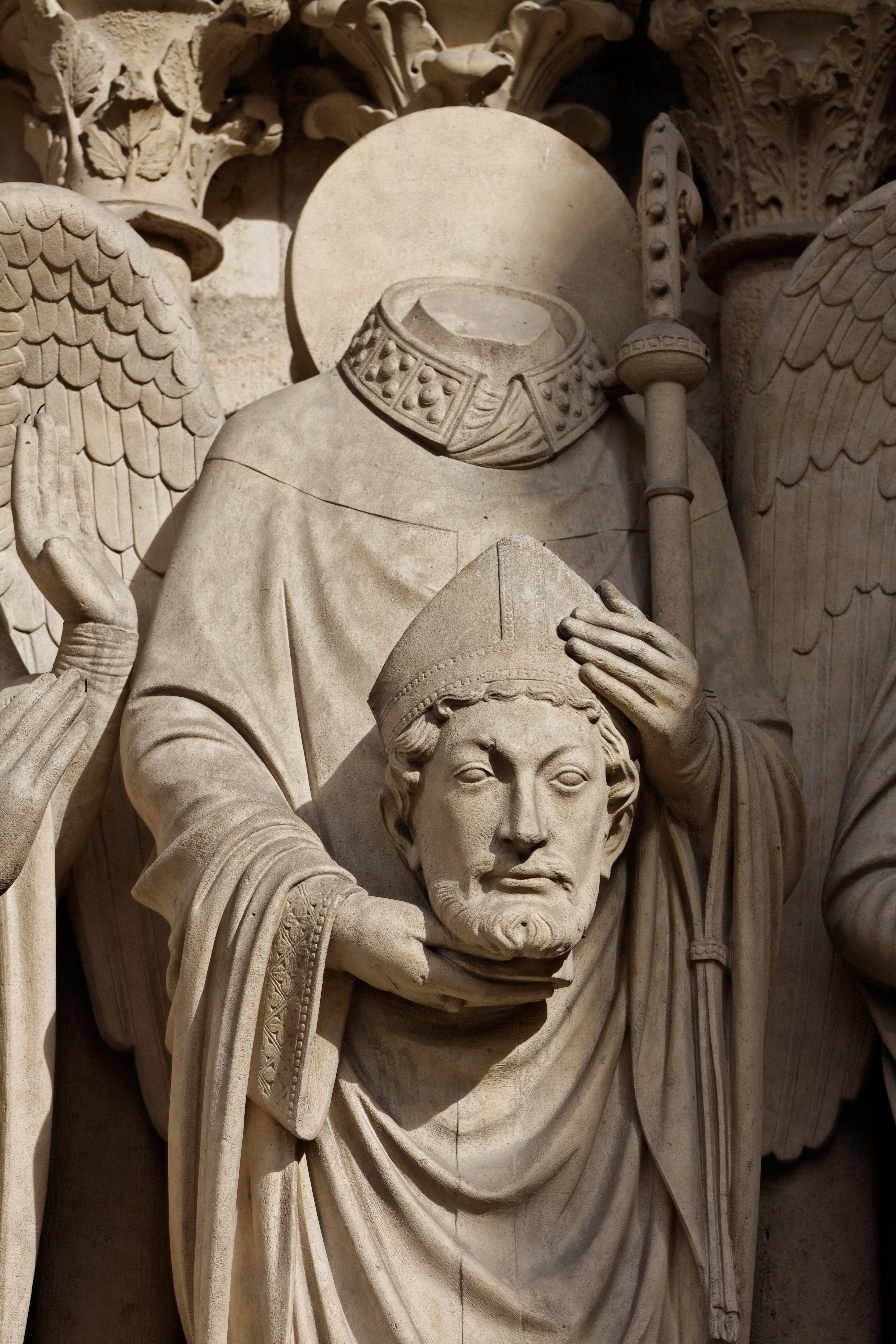
H. Dionysius van Parijs

- Leif Erikssondag (Noorwegen, enkele staten van de USA, sinds 1964 ter herdenking van de aankomst in Amerika van het eerste Noorse emigrantenschip in 1825).
- Wereldpostdag[29]
- Nationale Krokettendag (Nederland)[30]
- Rooms-Katholieke kalender:
  - Heilige Denijs/Dionysius (van Parijs) († c. 258\70) - Vrije Gedachtenis
  - Heilige Johannes Leonardi († 1609) - Vrije Gedachtenis
  - Heilige Savin(us) († 5e eeuw)
  - Heilige G(h)islenus (van Henegouwen) († 7e eeuw) - Gedachtenis (in bisdom Doornik en bisdom Gent)
  - Heilige Abraham († 18e eeuw v.Chr.)
  - Heilige Ludovicus Beltrán († 1581)
  - Heilige Lambertus en Valerius († c. 680)
  - Heilige John Henry Newman († 1890)
  - Zalige Sibilla van Aywières († 1246-1250)

## Weerextremen

### Nederland
| | Officiële records | Officiële records | Officiële records |      | Landelijke records | Landelijke records | Landelijke records         |
| Gebeurtenis | Jaar              | Extreem           | Locatie           | Jaar | Extreem            | Locatie            |                            |
| --- | ----------------- | ----------------- | ----------------- | ---- | ------------------ | ------------------ | -------------------------- |
| Laagste etmaalgemiddelde temperatuur (°C) | 1936              | 5,6               | De Bilt           |      | 1936               | 3,4                | Maastricht                 |
| Hoogste etmaalgemiddelde temperatuur (°C) | 2023              | 17,6              | De Bilt           |      | 1921               | 18,8               | Maastricht                 |
| Laagste minimumtemperatuur (°C) | 1936, 1959        | 0,2               | De Bilt           |      | 1936               | −1,5               | Maastricht                 |
| Hoogste minimumtemperatuur (°C) | 1997              | 15,3              | De Bilt           |      | 1997 2023          | 16,0               | Valkenburg ZH Wijk aan Zee |
| Laagste maximumtemperatuur (°C) | 1939              | 10,9              | De Bilt           |      | 1972               | 8,4                | Twenthe                    |
| Hoogste maximumtemperatuur (°C) | 1921              | 24,1              | De Bilt           |      | 1921               | 28,2               | Maastricht                 |
| Hoogste uurgemiddelde windsnelheid (m/s) | 1926              | 17,0              | De Bilt           |      | 1981               | 23,7               | IJmuiden                   |
| Hoogste windstoot (m/s) | 1997              | 22,0              | De Bilt           |      | 1981               | 29,8               | IJmuiden                   |
| Langste zonneschijnduur (uur) | 2002, 2022        | 10,2              | De Bilt           |      | 2022               | 10,3               | De Kooy, Gilze-Rijen       |
| Langste neerslagduur (uur) | 1988              | 12,1              | De Bilt           |      | 1982               | 17,2               | Gilze-Rijen                |
| Hoogste etmaalsom van de neerslag (mm) | 1941              | 18,8              | De Bilt           |      | 2019               | 46,4               | Berkhout                   |
| Laagste etmaalgemiddelde relatieve vochtigheid (%) | 1959              | 62                | De Bilt           |      | 1959               | 55                 | Maastricht                 |
| Laagste uurwaarde luchtdruk op zeeniveau (hPa) | 1964              | 976,5             | De Bilt           |      | 1964               | 973,0              | Vlissingen                 |
| Hoogste uurwaarde luchtdruk op zeeniveau (hPa) | 1927              | 1033,9            | De Bilt           |      | 1927               | 1035,8             | Eelde                      |
| Officiële records worden altijd gemeten op het KNMI-weerstation in De Bilt. Landelijke records kunnen worden gemeten op elk officieel KNMI-weerstation in Nederland. |                   |                   |                   |      |                    |                    |                            |

Uitzonderlijke gebeurtenissen
- 1908 - Laatste officiële warme dag van het jaar (maximumtemperatuur ≥ 20 °C in De Bilt)
- 1962 - Laatste officiële warme dag van het jaar (maximumtemperatuur ≥ 20 °C in De Bilt)

### België
Dagrecords
- 1888 - Laagste etmaalgemiddelde temperatuur 5,4 °C
- 1921 - Hoogste etmaalgemiddelde temperatuur 20,9 °C
- 1936 - Laagste minimumtemperatuur 0,9 °C
- 1921 - Hoogste maximumtemperatuur 27,2 °C
- 1997 - Hoogste etmaalsom van de neerslag 22,8 mm

Uitzonderlijke gebeurtenissen
- 1993 - in de streek van Ciney veroorzaakt een tornado schade.

<< · 1 · 2 · 3 · 4 · 5 · 6 · 7 · 8 · 9 · 10 · 11 · 12 · 13 · 14 · 15 · 16 · 17 · 18 · 19 · 20 · 21 · 22 · 23 · 24 · 25 · 26 · 27 · 28 · 29 · 30 · 31 · >>